# Faisal Al Enezi
Faisal Al Enezi (11 de junho de 1988) é um futebolista profissional kuwaitiano que atua como atacante.

## Carreira
Faisal Al Enezi representou a Seleção Kuwaitiana de Futebol na Copa da Ásia de 2015.